# Cầu diệp sigaldi
Cầu diệp sigaldi (danh pháp hai phần: Bulbophyllum sigaldiae) là một loài phong lan thuộc chi Bulbophyllum. Đây là loài đặc hữu của Việt Nam.